# Radosno
Koordinaten: 50° 40′ 1″ N, 16° 18′ 15,7″ O

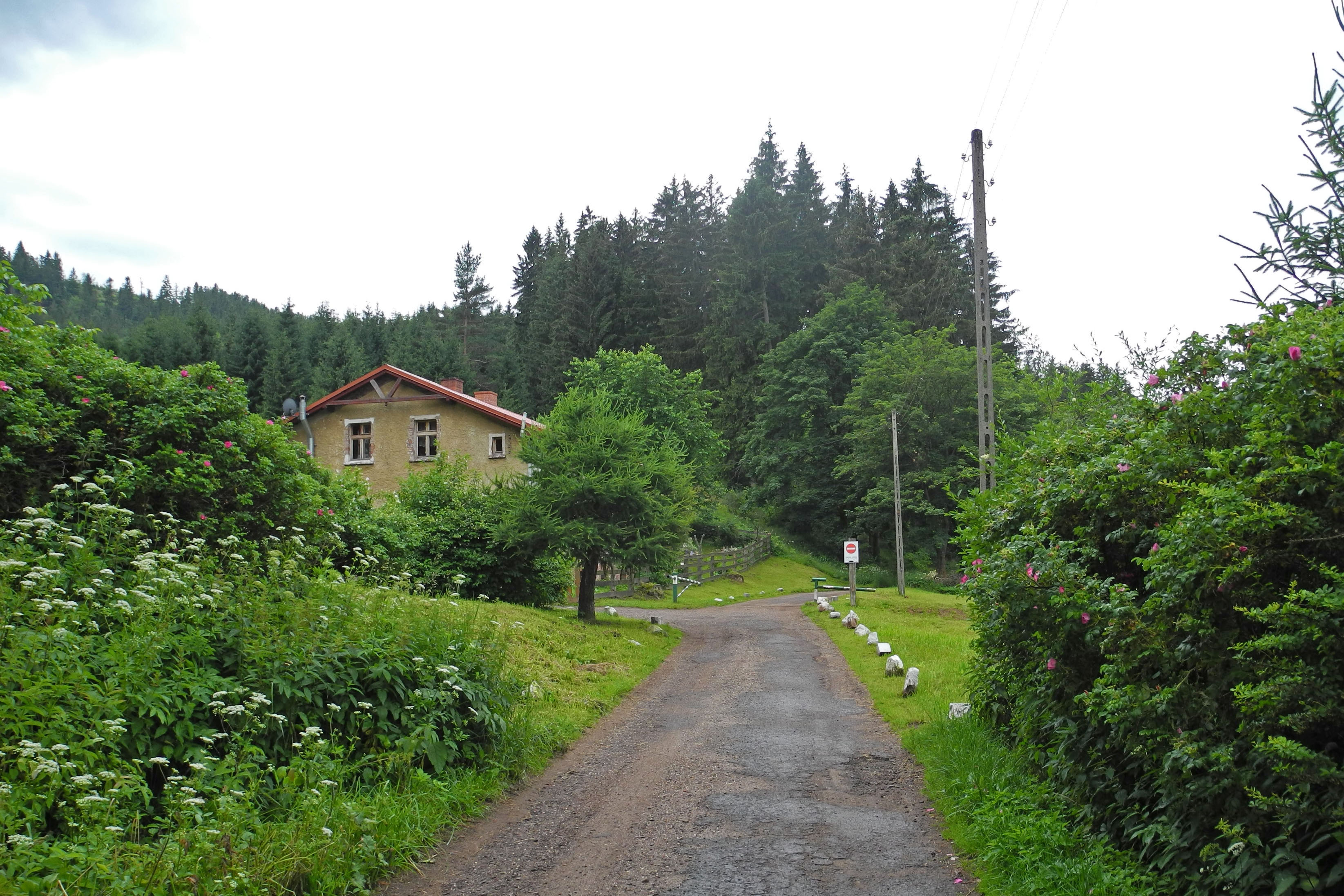
Radosno (Freudenberg), Ustronie

Radosno (deutsch Dorf Freudenburg; davor Olbersdorf; auch Ullersdorf) ist ein nicht mehr existierendes Dorf im Powiat Wałbrzyski in der Woiwodschaft Niederschlesien in Polen. Es liegt neun Kilometer südlich von Wałbrzych (Waldenburg) und fünf Kilometer südwestlich von Głuszyca entfernt. Südlich verläuft die Grenze zu Tschechien.

## Geografie und Verkehr
Radosno liegt im Süden des Waldenburger Berglandes an der Grenze zu Tschechien. Nachbarorte sind Trzy Strugi (Dreiwassertal) und Rybnica Mała (Reimsbach) im Norden, Grzmiąca, Głuszyca und Łomnica (Lomnitz) im Nordosten, Granna (Grenzthal) und Głuszyca Górna im Osten sowie Sokołowsko und Rybnica Leśna im Nordwesten. Die Ruine der gleichnamigen Burg Freudenburg liegt drei Kilometer nordwestlich, die Ruine der Burg Hornschloss drei Kilometer nördlich. Jenseits der Grenze liegen Ruprechtice im Südwesten und Heřmánkovice im Süden.

## Geschichte
Die Besiedlung der Gegend, die damals verwaltungsmäßig zum Glatzer Land gerechnet wurde, erfolgte um 1250 durch das Benediktinerkloster in Politz. Erstmals erwähnt wurde Olbersdorf Mitte des 15. Jahrhunderts, als es zum böhmischen Burgbezirk der Freudenburg gehörte, der 1359 dem Herzogtum Schweidnitz eingegliedert wurde. Nach dem Tod des Herzogs Bolko II. fiel es 1368 erbrechtlich an Böhmen, wobei dessen Witwe Agnes von Habsburg bis zu ihrem Tod 1392 ein Nießbrauch zustand. Für das Jahr 1511 ist Olbersdorf als zur Herrschaft Fürstenstein gehörig nachgewiesen. Im Dreißigjährigen Krieg wurde Olbersdorf, das auch als Ullersdorf bezeichnet wurde, zerstört.
1661 erwarb Hans Georg Preußler, ein Sohn des Betreibers der Schreiberhauer Weißbachtalhütte, vom damaligen Grundherrn der Standesherrschaft Fürstenstein, Graf Hochberg (Hoberg, Hohberg), Grund im Gebiet des devastierten Dorfes Olbrechtsdorf/Ullersdorf. Dort errichtete er eine Glashütte, die er nach der damals bereits zerstörten, drei Kilometer nordwestlich liegenden Burg Freudenburg als Glashütte Freudenburg benannte und die 1662 ihre Arbeit aufnahm. Der Name der Glashütte ging auf die um sie entstandene Siedlung über und verdrängte die früheren Ortsbezeichnungen Olbersdorf bzw. Ullersdorf.
Nach dem Tod 1691 von Hans Georg Preußler erbte die Freudenburger Hütte dessen Sohn Christian Preußler, der 1677 auch die Glashütte Schwarzbach bei Meffersdorf im damals zur Oberlausitz gehörenden Queiskreis im Isergebirge besaß. Vermutlich dessen Sohn George Friedrich Preußler ist für 1722 als Besitzer der Freudenburger Hütte nachgewiesen. Er verkaufte die Hütte 1750 an die Hochbergsche Herrschaft Fürstenstein, von der sie bis 1758 betrieben wurde. Nach den Zerstörungen des Siebenjährigen Krieges wurde die Hütte nicht wieder aufgebaut.
Nach dem Ersten Schlesischen Krieg fiel das Dorf Freudenburg zusammen mit Schlesien 1742 an Preußen. 1745 wurde die Siedlung um die Glashütte durch österreichische Panduren geplündert. 1750 wurde die Glashüttensiedlung Freudenburg eine selbständige Gemeinde. Für das Jahr 1775 ist ein Friedhof nachgewiesen. In den Napoleonischen Kriegen wurde Freudenburg am 12. Februar 1807 durch bayerische Hilfstruppen geplündert. Nach der Neugliederung Preußens gehörte es seit 1815 zur Provinz Schlesien und war ab 1816 dem Landkreis Waldenburg eingegliedert, mit dem es bis 1945 verbunden blieb. Es bildete eine eigene Landgemeinde und gehörte seit 1874 zum Amtsbezirk Donnerau. 1895 bestand Freudenburg aus 121 Einwohnern, 1910 waren es nur noch 90 Einwohner. 1927 erfolgte die Eingemeindung von Freudenburg in die Landgemeinde Lomnitz.
Als Folge des Zweiten Weltkriegs fiel Freudenburg 1945 wie fast ganz Schlesien an Polen und wurde in Radosno umbenannt. Die deutsche Bevölkerung wurde vertrieben. Die neuen Bewohner waren zum Teil Heimatvertriebene aus Ostpolen. Sie verließen Radosno in den nächsten Jahrzehnten wieder, wodurch die Häuser und Gehöfte dem Verfall preisgegeben wurden. Deshalb ist Radosno nicht mehr als Dorf im Powiat Wałbrzyski verzeichnet. Es existieren aber noch 5 bis 6 Häuser.